# Guidantonio da Montefeltro
Guidantonio da Montefeltro (1378 - 1443) fue un condotiero, hijo de Antonio II de Montefeltro. Tomó pacíficamente las riendas del Ducado de Urbino en 1403, habiendo comprado el título de Señor de Urbino al papa Bonifacio IX. Patrono de Piero della Francesca, fue vicario papal bajo Martín V.
Fue duque de Urbino y señor de Asís, Bastia Umbra, Cagli, Castel Durante, Città di Castello, Forlì, Forlimpopoli, Gubbio, Lamoli, Mercatello, Montone, Nocera Umbra, Ostra, Sant'Angelo in Vado y Spello.

## Biografía
En 1404, por la suma de 1200 florines de oro, fue investido por el papa Bonifacio IX, señor de Urbino, hasta la tercera generación.  Luego se distanció de aquel para aliarse con el rey Ladislao I de Nápoles, quien en 1411 lo nombró gran condestable del reino.  En 1412, Guidantonio luchó en nombre del antipapa Juan XXIII y fue excomulgado por el papa Gregorio XII, cosa que usó como pretexto para apoderarse de Asís. La elección al trono papal del obispo de Urbino, Martín V, en 1417 supuso su reconciliación con la Santa Sede, de la que se convirtió en el principal aliado junto a los Sforza, y a la que apoyó contra Braccio da Montone. Por sus servicios a la Iglesia, recibió del papa en 1420 la Rosa de Oro, homenaje a los guerreros que lucharon por la fe, que se conserva en la catedral de Urbino.   En 1426 el papa le concedió la plaza fuerte de Casteldurante, que asedió y ocupó en 1427. Ascendido a confaloniero y Duque de Spoleto, entró al servicio de la República de Venecia en 1424, luego en 1430 al servicio de la República de Florencia. En 1430 sitió Lucca con el ejército florentino, pero Niccolò Piccinino y el pueblo de Lucca lo derrotaron. Según el testimonio de Giorgio Vasari, Piero della Francesca trabajó durante mucho tiempo para Guidantonio.
Desarrolla la influencia territorial del señorío en torno a Gubbio, Cagli y Urbino, es decir un centenar de pueblos y castillos. Gracias a la vía Flaminia que atravesaba sus tierras, disfrutaba de un flujo de riqueza ligado a una economía de tránsito entre la opulenta Toscana y la orilla del Adriático. Contaba con una condotta de alrededor de 2.000 hombres de armas  que vigilaban y defendían las rutas de tráfico. Guidantonio favoreció el reclutamiento local para alienar mejor a una clientela subyugada. Gracias a esta famosa compañía, obtuvo el cargo de condestable del Reino de Nápoles junto a Alberico da Barbiano. 
En julio de 1443 fue atacado por miembros de grupos que habían deshonrados por él y murió bajo los golpes recibidos en su cama. Su cuerpo y el de sus lugartenientes fueron descuartizados y colgados en varios lugares emblemáticos de la ciudad. Fue enterrado en la Iglesia de San Donato en Urbino. 

### Descendencia
En 1397 se casó con Rengarda Malatesta, de quien no tuvo ningún hijo en veintisiete años de matrimonio. Pero de su relación con Elisabetta degli Accomanducci, dama de honor de la condesa, nació:
- Federico, hijo legitimado, segundo duque de Urbino. [4][5] [6]

De otra relación extramatrimonial nació:
- Aura (c. 1505-1475), [7] que se casó con el conde Bernardino degli Ubaldini della Carda, comandante general de la Compañía Feltria. [8]

Después de la muerte de Rengarda por enfermedad, se casó con Caterina Colonna, de una familia numerosa de condotieros romanos  y sobrina del papa, quien finalmente le dio un heredero varón, Oddantonio II de Montefeltro. La pareja tuvo 6 hijos:
- Oddantonio II (1428 - 1444), primer duque de Urbino y sucesor de su padre. [9]
- Pietro (alrededor de 1410-1479), monje benedictino, obispo de Casteldurante en 1456.
- Agnese, que se casó con Alejandro Gonzaga (fallecido en 1466), señor de Medole e hijo de Gianfrancesco Gonzaga.
- Violante (1430-1493), viuda de Domenico Malatesta Novello, se hizo monja.
- Rafael, de quien no existen informaciones.
- Sveva, que se convirtió en clarisa después de ser repudiada por Alessandro Sforza, fue beatificada como Beata Serafina.